# Björn Borg (simmare)
Björn Borg, född 14 november 1919 i Örby i Västergötland, död 13 april 2009 i Zürich i Schweiz, var en svensk simmare. Han vann under karriären bland annat två EM-guld och 23 SM-guld. Borg slog totalt fem europarekord och 35 svenska rekord och belönades 1938 med Svenska Dagbladets bragdmedalj.

## Biografi
Björn Borg var son till ingenjören Gustaf Borg. I slutet av 1930-talet var Björn Borg en av Europas bästa simmare, parallellt med att han studerade på det tvååriga handelsgymnasiet på Skeppargatan i Norrköping 1938–40. De sista tre månaderna under studietiden tillbringade han dock som frivillig i finska vinterkriget.

### Svensk och internationell simkarriär
Den internationella simkarriären inleddes 1936, då Borg deltog i sommar-OS i Berlin. Han var Sveriges yngsta olympiska deltagare vid dessa spel, ännu inte 17 år fyllda. Vid tävlingarna ställde han upp på 100 meter ryggsim (åttonde plats i ena semifinalen) och som medlem av Sveriges lagkappslag i 200 meter frisim (åttonde plats i finalen).
Björn Borg blev 1938 europamästare på 400 och 1 500 m frisim, för vilket han också tilldelades Svenska Dagbladets guldmedalj. Under det årets EM (som avgjordes i Wembley Pool i London) gick han till final även på 100 meter ryggsim men valde bort finalen på grund av det täta tidsschemat. Han var även nära finalplats på 100 meter fritt.
Björn Borg slog 1942 sitt eget europarekord på 200 meter frisim, vid tävlingar i Berlin, med tiden 2.10,8 (en dryg sekunds rekordputstning). Det loppet genomfördes efter att han först istället tänkt delta i ryggsimsloppet; han ändrade sig efter att ha pikats i tron att han var rädd att möta Ungerns storsimmare Nandor Tatos. Den segern belönades med Norrköpings Tidningars sportavdelnings guldmedalj.
Borg erövrade 23 SM-titlar mellan åren 1936 (alternativt från 1935) och 1944 och satte 4 europarekord i fri- och ryggsim åren 1938–42 samt 31 svenska rekord, här även i bröstsim, mellan åren 1936 och 1944.

### Klubb och tillnamn
Borg simmade för Norrköpings Kappsimningsklubb. I samband med 2008 års SM-tävlingar i simning, som det året arrangerades av klubben, invigdes en minnestavla över honom. Den står uppsatt i hörnet av Gamla och Nya Rådstugugatan i Norrköping.
Björn Borg kallades som simmare för Sälhunden från Peking.

### Senare år
Vid sidan om simkarriären utbildade han sig till brandchef åren 1940–44. Sedan verkade han 1945–47 som brandkapten i Helsingborg, varefter han drev olika företag inom bland annat service av kraftverksångpannor till kärnkraftverk.
Tillsammans med Svenska Dagbladet instiftade Borg år 1994 Svenska Dagbladets idrottsstipendium, även kallat Lilla bragdguldet, efter en anonym donation. Först efter 30 år, 2024, avslöjades det att det var Borg som stod bakom donationen och instiftandet. Hans son, Finn Borg, förklarade då att fadern hade velat ge något tillbaka till svensk idrott.
Björn Borg bosatte sig 1959 i Zürich, där han sedan kom att bo fram till sin död 2009.

## Meriter
- 1938 – EM-guld på 400 (4:51,6) och 1 500 (19:55,6) meter fritt.
- 1938 – Svenska Dagbladets guldmedalj
- 23 SM-guld
- 2 EM-guld
- 5 europarekord (på sträckorna 200 meter frisim, 100 + 200 + 400 meter ryggsim[2])